# Monte Asahi
El monte Asahi (旭岳 Asahi-dake?), de 2290.9 metros de altitud, es un estratovolcán de Japón que es el punto culminante de la isla de Hokkaidō. Se ubica en el pueblo de Higashikawa, parte de la subprefectura de Kamikawa (Japón), y a su vez se encuentra dentro del parque nacional Daisetsuzan. Los ainu lo conocen como Kamui-mintara, que significa «patio de los dioses».

## Geología

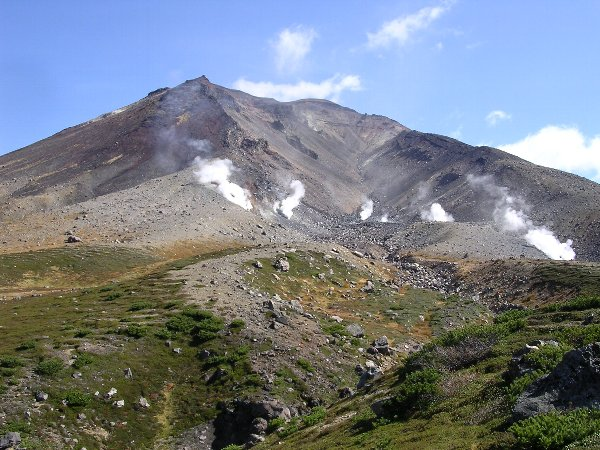
El monte Asahi, un estratovolcán del grupo volcánico Daisetsuzan

La montaña es un estratovolcán activo de 2290.9 metros de altura, que surgió a tres kilómetros al suroeste de la caldera Ohachi-Daira. La Agencia Meteorológica de Japón le otorgó a esta región el rango «C» de actividad volcánica. El Asahi está compuesto en su mayor parte de andesita y  dacita, roca máfica volcánica no alcalina del Holoceno, de hace unos 18 000 años. Además del pico principal, hay un cráter más pequeño que emerge del flanco suroriental de la montaña, el monte Ushiro Asahi (後旭岳 Ushiro-Asahi-dake?,  monte Asahi trasero).

### Historia eruptiva
Si bien no hay registros históricos de las erupciones del monte Asahi, la tefrocronología y la datación por radiocarbono determinaron los siguientes eventos:
- 3200 a. C. ± 75 años, se crea el depósito Asahi Soria junto a una erupción explosiva.
- 2800 a. C. ± 100 años, tefra As-A, erupción explosiva y explosiones freáticas.
- 1450 a. C. ± 50 años, tefra As-B, con la datación por radiocarbono sin corregir, se determinó que también hubo una erupción explosiva y explosiones freáticas.
- 500 a. C. ± 50 años, tefra Ash-b, según estudios tefrocronológicos, sucedió una erupción explosiva, explosiones freáticas y avalanchas de escombros.
- 1739, de acuerdo a la tefrocronología, la erupción explosiva y las explosiones freáticas pudieron llegar acompañadas de erupciones de las chimeneas centrales y radiales.

En la actualidad, el monte Asahi muestra distintas fumarolas que expulsan vapor.

## Turismo

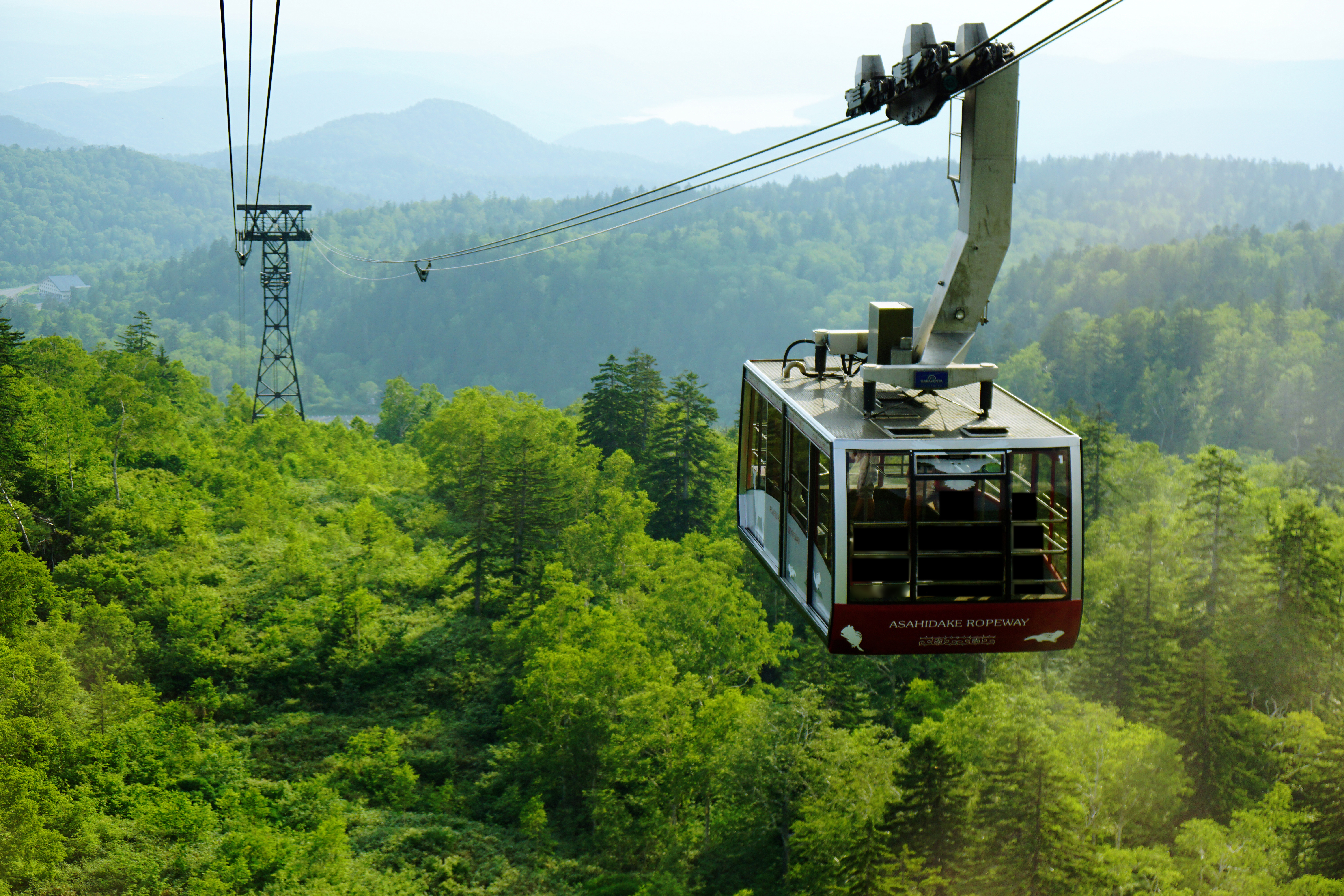
El teleférico del monte Asahi.

Caracterizada por el clima alpino y la tundra, la montaña es un destino turístico popular en verano, estación propicia para el senderismo. A los pies del monte se puede encontrar un onsen, cerca del cual parte un teleférico hasta la cima. En invierno, el área está abierta para la práctica de esquí y snowboard. También es el primer lugar del año en Japón en comenzar a mostrar los colores típicos del otoño (en septiembre) y nieve (que dura desde diciembre hasta mayo). El estanque Sugatami y las fumarolas son otro de los atractivos turísticos que presenta.